# Numancia de la Sagra
Numancia de la Sagra là một đô thị trong tỉnh Toledo, Castile-La Mancha, Tây Ban Nha. Theo điều tra dân số 2006 (INE), đô thị này có dân số là 3713 người.
40°05′B 3°51′T / 40,09°B 3,85°T